# Velika Gradusa
Velika Gradusa falu Horvátországban, Sziszek-Monoszló megyében. Közigazgatásilag Sunjához tartozik.

## Fekvése
Sziszek városától légvonalban 18, közúton 30 km-re délkeletre, községközpontjától  légvonalban 12, közúton 14 km-re délnyugatra, Mala Gradusa és Jošavica között, a Gradusa-patak forrásvidékén fekszik.

## Története
A település plébániáját már 1334-ben említi Ivan goricai főesperes „Item ecclesia in Gradiza, que est in Grangia abbatis Toplicensis” alakban. Gradusa település neve 1409-ben tűnik fel először „possessio Gradischa” néven. 1410-ben „Gradiha”, 1434-ben „Gradycha”, 1501-ben „Gradysa”, 1579-ben „Gradiska” alakban fordul elő a korabeli forrásokban. 1556-ban miután Kostajnica vára elesett ez a terület is török kézre került. Az állandó harcok elől a lakosság a biztonságosabb Nyugat-Magyarországra, főként a mai Burgenland területére menekült, mások török fogságba estek. Az 1683 és 1699 között zajlott felszabadító harcokat a karlócai béke zárta le, melynek eredményeként a török határ az Una folyóhoz került vissza. Sunja térsége 1687-ben szabadult fel a török uralom alól. A kiürült területre hamarosan megkezdődött a keresztény lakosság betelepítése.
Velika Gradusa a térség török alóli felszabadítása után, a 18. század elején, majd a 18. század folyamán több hullámban pravoszláv lakossággal betelepített falvak közé tartozik. A falu 1773-ban az első katonai felmérés térképén „Dorf Ober Gradusza” néven szerepel. A településnek 1857-ben 365, 1910-ben 745 lakosa volt. Zágráb vármegye Petrinyai járásához tartozott. A délszláv háború előtt csaknem teljes lakossága (96%) szerb nemzetiségű volt. 1991. június 25-én a független Horvátország része lett. A délszláv háború idején szerb lakossága a JNA erőihez csatlakozott. A Krajinai Szerb Köztársasághoz tartozott. A falut 1995. augusztus 5-én a Vihar hadművelettel foglalta vissza a horvát hadsereg. A szerb lakosság nagy része elmenekült. A településnek 2011-ben 87 lakosa volt.

## Népesség
| Lakosság változása | Lakosság változása | Lakosság változása | Lakosság változása | Lakosság változása | Lakosság változása | Lakosság változása | Lakosság változása | Lakosság változása | Lakosság változása | Lakosság változása | Lakosság változása | Lakosság változása | Lakosság változása | Lakosság változása | Lakosság változása |
| ------------------ | ------------------ | ------------------ | ------------------ | ------------------ | ------------------ | ------------------ | ------------------ | ------------------ | ------------------ | ------------------ | ------------------ | ------------------ | ------------------ | ------------------ | ------------------ |
| 1857               | 1869               | 1880               | 1890               | 1900               | 1910               | 1921               | 1931               | 1948               | 1953               | 1961               | 1971               | 1981               | 1991               | 2001               | 2011               |
| 365                | 402                | 479                | 550                | 653                | 745                | 709                | 772                | 594                | 639                | 600                | 532                | 484                | 430                | 68                 | 87                 |

## Nevezetességei
- A Szentlélek eljövetele tiszteletére szentelt pravoszláv fatemploma 1806-ban épült. A II. világháború idején az usztasák lerombolták. 1988-ban az Amerikába elszármazott gradusaiak által küldött adományokból megkezdődött az új templom építése, mely az időközben kitört háború miatt sohasem fejeződött be. A templom közelében néhány régi sír található.
- A település közelében található kőbánya területén cseppkőbarlang bejárata nyílik. A barlang őskori és középkori leletek potenciális lelőhelye, régészeti feltárása még nem történt meg.
- Határában középkori vármaradványok találhatók. A település ugyancsak nevezetes az itt talált középkori ékszerleletről.